# 1993年の日本公開映画
- 映画 > 映画の一覧 > 年度別日本公開映画 > 1993年の日本公開映画
- 映画 > 1993年の映画 > 1993年の日本公開映画

1993年の日本公開映画（1993ねんのにほんこうかいえいが）では、1993年（平成5年）1月1日から同年12月31日までに日本で商業公開された映画の一覧を記載。作品名の右の丸括弧内は製作国を示す。
記載の凡例については年度別日本公開映画#凡例を参照

## 作品一覧

### 1月
- 9日
  - インターセプター（ アメリカ合衆国）
- 15日
  - 愛の風景 ( スウェーデン/ デンマーク/ フランス/ イギリス/ ドイツ/ イタリア/ ノルウェー/ フィンランド/ アイスランド)
  - 永遠のマリー ( イタリア)
  - ザ・プレイヤー （ アメリカ合衆国）
  - ジョニーの事情/JOHNNY 2  ( イタリア)
  - プロゴルファー織部金次郎 （ 日本）
- 22日
  - 星の流れる果て（ アメリカ合衆国）
- 23日
  - 刑事エデン/追跡者 （ アメリカ合衆国）
  - トラスト・ミー ( アメリカ合衆国)
  - ハートブレイク・タウン（ アメリカ合衆国）
  - ファイティング・キッズ（ アメリカ合衆国）
  - ホワイト・サンズ（ アメリカ合衆国）
  - ライブ・ワイヤー（ アメリカ合衆国）
  - ルームメイト （ アメリカ合衆国）
  - IP5/愛を探す旅人たち ( フランス)
- 30日
  - いつも隣にいてほしい（ アメリカ合衆国）
  - サザンウィンズ（ 日本/ インドネシア/ フィリピン/ タイ）
  - 新・極道の妻たち　覚悟しいや（ 日本）
  - ナースコール（ 日本）
  - ハネムーン・イン・ベガス（ アメリカ合衆国）
  - パリス・トラウト（ アメリカ合衆国）
- 31日 
  - カカバカバ・カ・バ?  ( フィリピン)

### 2月
- 3日
  - めぐり逢う朝 ( フランス)
  - 春の河、東へ流る ( 中国)
- 6日
  - ミスター・ベースボール（ アメリカ合衆国）
  - ブロードウェイ・バウンド（ アメリカ合衆国）
  - モー・マネー（ アメリカ合衆国）
  - ロックン・ルージュ（ アメリカ合衆国）
  - 赤い航路 ( フランス/ イギリス)
  - 婚礼 ( ポーランド)
  - 子連れ狼　その小さき手に（ 日本）
- 7日
  - アナザー・ワールド ( タイ)
- 11日
  - 冬の恋人たち（ アメリカ合衆国）
  - スニーカーズ（ アメリカ合衆国）
  - めぐり逢う朝 ( フランス)
  - 魚のスープ ( イタリア/ フランス)
  - バード ( 北朝鮮)
- 13日
  - ナイト・アンド・ザ・シティ（ アメリカ合衆国）
  - 恋のレディ&レディ?（ アメリカ合衆国）
  - 十字路 ( 中国)
  - ミスティー ( イギリス領香港)
  - 紅蓮華（ 日本）
- 14日
  - 月と太陽 ( インドネシア)
- 19日
  - 愛について、東京（ 日本）
- 20日
  - ア・フュー・グッドメン （ アメリカ合衆国）
  - マルコムX（ アメリカ合衆国）
  - バッフィ/ザ・バンパイア・キラー（ アメリカ合衆国）
  - ネイルズ（ アメリカ合衆国）
  - ラピッド・ファイアー（ アメリカ合衆国）
  - ミッドナイト・スティング（ アメリカ合衆国）
  - 夢みるように微笑んで（ アメリカ合衆国）
  - ボーダー・レディオ（ アメリカ合衆国）
  - 祝福 ( 中国)
  - はるか、ノスタルジィ（ 日本）
  - 空がこんなに青いわけがない（ 日本）
- 27日
  - ボブ★ロバーツ（ アメリカ合衆国）
  - ポイズン（ アメリカ合衆国）
  - お気にめすまま（ アメリカ合衆国）
  - こわれゆく女（ アメリカ合衆国）
  - フェイシズ（ アメリカ合衆国）
  - フルムーン・イン・ニューヨーク ( イギリス領香港)

### 3月
- 5日
  - キッチン・ウォーズ/彼女の恋は五ツ星（ アメリカ合衆国）
  - ゴースト・チェイス（ アメリカ合衆国）
- 6日
  - アイ・オブ・ザ・ストーム（ アメリカ合衆国）
  - シティーハンター ( イギリス領香港)
  - 太陽は友だち がんばれ!ソラえもん号（ 日本）
  - 東映アニメフェア（ 日本・アニメ）
    - Dr.スランプ アラレちゃん んちゃ!ペンギン村はハレのち晴れ
    - ドラゴンボールZ 燃えつきろ!!熱戦・烈戦・超激戦

  - ドラえもん のび太とブリキの迷宮（ 日本・アニメ）
  - ドラミちゃん ハロー恐竜キッズ!!（ 日本・アニメ）
  - プライベート・レッスン ( 日本/ アメリカ合衆国)
  - ブルー・アイス（ イギリス）
  - フールズ・ファイア（ アメリカ合衆国）
  - 部屋とYシャツと私（ 日本）
  - BODY/ボディ（ アメリカ合衆国）
  - ラスト・オブ・モヒカン（ アメリカ合衆国）
- 13日
  - カッパの三平（ 日本・アニメ）
  - 機動戦士SDガンダムまつり（ 日本・アニメ）
    - SDガンダム外伝 聖機兵物語
    - SDコマンド戦記II　ガンダムフォーススーパーGアームズ
    - SD戦国伝 天下泰平編

  - フォーエヴァー・ヤング 時を超えた告白 （ アメリカ合衆国）
  - 僕らはみんな生きている（ 日本）
  - 迷子の大人たち（ アメリカ合衆国）
- 20日
  - いとこのビニー（ アメリカ合衆国）
  - お引越し（ 日本）
  - 希望/テルエルの山々 ( フランス/ スペイン)
  - 殺人捜査網/地獄のアレクサ（ アメリカ合衆国）
  - 三国志 第二部 長江燃ゆ!（ 日本）
  - 地獄の女スーパーコップ（ アメリカ合衆国）
  - シャルロット・ゲンズブール/愛されすぎて ( フランス)
  - ボリシェヴィキの国におけるウェスト氏の異常な冒険 ( ソビエト連邦)
  - ワン・カップ・オブ・コーヒー（ アメリカ合衆国）
- 22日
  - ピンクナルシス（ アメリカ合衆国）
- 27日
  - クイーンズ・ロジック/女の言い分・男の言い訳（ アメリカ合衆国）
  - グルジェフ-神聖舞踏( フランス)
  - ジョニー・スエード（ アメリカ合衆国/ スイス）
  - 心臓が凍る瞬間（ アメリカ合衆国）
  - チャイニーズ・ブッキーを殺した男（ アメリカ合衆国）
  - トイズ （ アメリカ合衆国）
  - ハード・プレイ（ アメリカ合衆国）
  - バニシング・レッド（ アメリカ合衆国）
  - ブック・オブ・デイズ（ アメリカ合衆国）
  - ラブ・クライム/官能の罠（ アメリカ合衆国）

### 4月
- 2日
  - クローゼット・ランド（ アメリカ合衆国）
- 3日
  - 一年の九日 ( ソビエト連邦)
  - 乳泉村の子 ( 中国)
- 10日
  - 帝王伝説（ アメリカ合衆国）
  - パワー・オブ・ワン（ アメリカ合衆国）
  - エディ・マーフィのホワイトハウス狂騒曲（ アメリカ合衆国）
  - ダメージ ( イギリス/ フランス)
  - マルメロの陽光 ( スペイン)
  - 天井 ( チェコスロバキア)
- 16日
  - 僕を愛したふたつの国/ヨーロッパ ヨーロッパ ( フランス/ ドイツ)
- 17日
  - ロボコップ3（ アメリカ合衆国）
  - シングルス（ アメリカ合衆国）
  - 許されざる者（ アメリカ合衆国）
  - 天使にラブ・ソングを…（ アメリカ合衆国）
  - 嘆きの皇太后 ( ドイツ/ フランス/ イギリス)
  - まあだだよ（ 日本）
  - 東映スーパーヒーローフェア（ 日本）
    - 仮面ライダーZO
    - 五星戦隊ダイレンジャー
    - 特捜ロボ ジャンパーソン
- 24日
  - 靴をなくした天使（ アメリカ合衆国）
  - レザボアドッグス（ アメリカ合衆国）
  - 蜃気楼ハイウェイ（ アメリカ合衆国）
  - チャーリー（ アメリカ合衆国）
  - スリープウォーカーズ（ アメリカ合衆国）
  - パレルモ ( アメリカ合衆国/ イタリア/ フランス)
  - 小さな旅人 ( イタリア/ フランス/ スイス)
  - 結婚（ 日本）
- 29日
  - セント・オブ・ウーマン/夢の香り （ アメリカ合衆国）
  - 妻への恋文 ( フランス)

### 5月
- 1日
  - 国会へ行こう! （ 日本）
  - ブラックピューマ（ アメリカ合衆国）
  - 山猫は眠らない（ アメリカ合衆国）
- 7日
  - 錆びついた銃弾（ アメリカ合衆国）
- 8日
  - エーゲ海の天使 ( イタリア)
  - ゴト師株式会社 （ 日本）
  - 青春の輝き（ アメリカ合衆国）
  - トレスパス（ アメリカ合衆国）
  - 人間交差点 不良（ 日本）
  - モンタルボと少年 ( フランス)
  - リング・リング・リング 涙のチャンピオンベルト （ 日本）
- 15日
  - 極東黒社会（ 日本）
  - 沈黙の戦艦（ アメリカ合衆国）
  - パッセンジャー57（ アメリカ合衆国）
  - ヤング・ソウル・レベルズ ( イギリス)
  - 夜逃げ屋本舗2（ 日本）
  - リーサル・コップ（ アメリカ合衆国）
  - ロレンツォのオイル/命の詩（ アメリカ合衆国）
- 21日
  - めざめの時 ( フランス/ ベルギー)
- 22日
  - アダダ ( 韓国)
  - アニタ・背徳のダンサー ( ドイツ)
  - カサノヴァ最後の恋 ( フランス)
  - ガンメン/狼たちのバラッド ( イギリス領香港)
  - 幸福の条件（ アメリカ合衆国）
  - この空は君のもの ( フランス)
  - ダライラマの母（ 日本）
- 28日
  - ラストファンタジー ( フランス)
- 29日
  - 生きてこそ（ アメリカ合衆国）
  - 貴婦人たちお幸せに ( フランス)
  - キング・オブ・ハーレー（ アメリカ合衆国）
  - 原始のマン（ アメリカ合衆国）
  - 恋に落ちたら…（ アメリカ合衆国）
  - 大病人（ 日本）
  - テルレスの青春 ( ドイツ/ フランス)
  - ボーン・イエスタデイ（ アメリカ合衆国）
  - 夢の女（ 日本）

### 6月
- 5日
  - ウインズ（ アメリカ合衆国）
  - 獣兵衛忍風帖（ 日本）
  - ソナチネ（ 日本）
  - 人間交差点 雨（ 日本）
  - パリところどころ ( フランス)
- 12日
  - 赤い薔薇ソースの伝説 ( メキシコ)
  - イノセント・ブラッド（ アメリカ合衆国）
  - 月光の夏（ 日本）
  - ジャック・サマースビー（ アメリカ合衆国）
  - 白い足 ( フランス)
  - 野性の夜に ( フランス)
  - ホワイト・バッジ ( 韓国)
  - ローデッド・ウェポン1（ アメリカ合衆国）
- 18日
  - 堕ちた恋人たちへ（ アメリカ合衆国）
- 19日
  - アサシン（ アメリカ合衆国）
  - 夫たち、妻たち（ アメリカ合衆国）
  - 奇跡の旅（ アメリカ合衆国）
  - クライング・ゲーム ( イギリス)
  - 恍惚（ アメリカ合衆国）
  - 秋菊の物語（ 中国/ イギリス領香港）
  - さよならモンペール ( フランス)
  - ブレインデッド ( ニュージーランド)
  - ミスター・サタデー・ナイト（ アメリカ合衆国）
  - 魅せられて四月 ( イギリス)
  - リキッド・ドリーム（ アメリカ合衆国）
- 25日
  - WAX/蜜蜂テレビの発見（ アメリカ合衆国）
- 26日
  - カウチポテト・アドベンチャー（ アメリカ合衆国）
  - キャプテン・スーパーマーケット（ アメリカ合衆国）
  - シークレット・ウェディング/待ちすぎた恋人たち ( アルゼンチン/ オランダ/ カナダ)
  - ジャイアント・ベビー ( アメリカ合衆国)
  - 打鐘（ 日本）
  - ちぎれた愛の殺人（ 日本）
  - 人間交差点 道（ 日本）
  - 伴奏者 ( フランス)
  - ホット・ショット2（ アメリカ合衆国）

### 7月
- 3日
  - わんぱくデニス（ アメリカ合衆国）
  - 飛べないアヒル （ アメリカ合衆国）
  - スーパーマリオ 魔界帝国の女神（ アメリカ合衆国）
  - PNDCエル・パトレイロ（ アメリカ合衆国/ 日本/ メキシコ）
  - サラフィナ! ( イギリス/ フランス/ 南アフリカ共和国)
  - 嵐が丘 ( イギリス)
  - REX 恐竜物語（ 日本）
- 10日
  - メイド・イン・アメリカ（ アメリカ合衆国）
  - マシンガンウォーズ/暗黒街の野獣（ アメリカ合衆国）
  - キャンディマン（ アメリカ合衆国）
  - オーソン・ウェルズの オセロ （ アメリカ合衆国/ イタリア/ フランス/ モロッコ）
  - 季節のはざまで ( スイス/ ドイツ/ フランス)
  - 愛を弾く女 ( フランス)
  - 東映アニメフェア（ 日本・アニメ）
    - ドラゴンボールZ 銀河ギリギリ!!ぶっちぎりの凄い奴
    - Dr.スランプ アラレちゃん んちゃ!ペンギン村より愛をこめて
    - 幽☆遊☆白書

  - お星さまのレール（ 日本・アニメ）
- 14日
  - ヴァージニア ( 日本/ アメリカ合衆国)
- 17日
  - ジュラシック・パーク（ アメリカ合衆国）
  - セリーヌとジュリーは舟でゆく ( フランス)
  - 少年、機関車に乗る ( タジキスタン/ ロシア)
  - 水の旅人 侍KIDS（ 日本）
  - それいけ!アンパンマン 恐竜ノッシーの大冒険（ 日本・アニメ）
  - かいけつゾロリ（ 日本・アニメ）
- 24日
  - ザ・ファーム 法律事務所 ( アメリカ合衆国)
  - フォーリング・ダウン（ アメリカ合衆国）
  - マチネー/土曜の午後はキッスで始まる（ アメリカ合衆国）
  - トライアル/審判（ イギリス）
  - ジェラシー ( フランス/ イタリア)
  - 北の橋 ( フランス)
  - ハモンハモン ( スペイン)
  - つげ義春ワールド ゲンセンカン主人 （ 日本）
  - 病院で死ぬということ （ 日本）
  - クレヨンしんちゃん アクション仮面VSハイグレ魔王（ 日本・アニメ）
  - ろくでなしBLUES 1993（ 日本・アニメ）
- 31日
  - お墓と離婚 （ 日本）

### 8月
- 3日
  - 注文の多い料理店（ 日本・アニメ）
- 7日
  - アラジン（ アメリカ合衆国・アニメ）
  - 機動警察パトレイバー 2 the Movie（ 日本・アニメ）
  - パパまた脱いじゃった ( イタリア)
  - 雪の女王 ( ソビエト連邦)
- 14日
  - 3丁目のタマ おねがい!モモちゃんを捜して!!（ 日本・アニメ）
  - 地に堕ちた愛 ( フランス)
  - デーヴ ( アメリカ合衆国)
  - ラスト・アクション・ヒーロー ( アメリカ合衆国)
- 21日
  - ドライビング・ハイ! （ 日本）
  - ドラゴン/ブルース・リー物語 ( アメリカ合衆国)
  - レプリコーン( アメリカ合衆国)
  - わが愛の譜 滝廉太郎物語（ 日本）
- 28日
  - 真・悪魔の棲む家( アメリカ合衆国)
  - セ・ラ・ヴィ ( フランス)
  - マイセン幻影 ( イギリス/ イタリア/ ドイツ)
  - レモネード・ジョー 或いは、ホースオペラ ( チェコスロバキア)
  - ロアン・リンユィ 阮玲玉（ イギリス領香港）

### 9月
- 3日
  - スプリット・セカンド（ アメリカ合衆国）
  - スペース・エイド（ アメリカ合衆国）
- 4日
  - リバー・ランズ・スルー・イット（ アメリカ合衆国）
  - サイボーグコップ（ アメリカ合衆国）
  - テロリスト・ゲーム（ アメリカ合衆国）
  - ボディ・ターゲット（ アメリカ合衆国）
  - ホッファ（ アメリカ合衆国）
  - 摩天楼を夢みて（ アメリカ合衆国）
  - 森の中の淑女たち ( カナダ)
  - レオロ ( カナダ/ フランス)
  - オルランド ( イギリス/ ロシア/ イタリア/ フランス/ 西ドイツ)
  - 卒業旅行 ニホンから来ました ( 日本）
  - 二十才の微熱 ( 日本）
- 6日
  - ヒドゥン2（ アメリカ合衆国）
- 10日
  - ジャンベフォラ～聖なる帰郷（ フランス/ ギニア/ アメリカ合衆国）
- 11日
  - ボディーハード（ アメリカ合衆国）
  - ディフェンスレス/密会（ アメリカ合衆国）
  - ワンス・アポン・ア・タイム/天地大乱 ( イギリス領香港)
  - あひるのうたがきこえてくるよ。( 日本）
  - シンガポール・スリング ( 日本）
- 15日
  - ザ・シークレット・サービス（ アメリカ合衆国）
- 18日
  - パブリック・アイ（ アメリカ合衆国）
  - 逃亡者（ アメリカ合衆国）
  - ボクシング・ヘレナ（ アメリカ合衆国）
- 23日
  - ギルティ/罪深き罪（ アメリカ合衆国）
- 24日
  - 狼たちの街（ アメリカ合衆国）
  - フォーエバー（ アメリカ合衆国）
- 25日
  - マニアックコップ3/復讐の炎（ アメリカ合衆国）
  - 幸福の選択（ アメリカ合衆国）
  - トリプル・ボギー（ アメリカ合衆国）
  - ルルの時代 ( スペイン)
  - アイランズ/島々 ( ロシア/ 日本)
  - 妖獣都市～香港魔界篇～ ( イギリス領香港)

### 10月
- 2日
  - 恋はデジャ・ブ ( アメリカ合衆国)
  - TINA ティナ ( アメリカ合衆国)
  - スウィート・スウィートバック ( アメリカ合衆国)
  - タンゴ ( フランス)
  - 海を渡るジャンヌ ( フランス)
  - 免田栄 獄中の生 ( 日本）
- 8日
  - 女とおんな ( 日本）
  - きっと、来るさ ( 日本）
- 9日
  - 恋に焦がれて ( アメリカ合衆国)
  - 13日の金曜日/ジェイソンの命日( アメリカ合衆国)
  - サウス・セントラル ( アメリカ合衆国)
  - サイボーグ・キラー ( アメリカ合衆国)
  - 秘密の花園（ アメリカ合衆国/ イギリス）
  - 巨人と青年 ( イギリス/ ポーランド/ フランス)
  - パリ・セヴェイユ ( フランス)
  - オリヴィエ オリヴィエ ( フランス)
  - マラケシュ・エクスプレス ( イタリア)
  - 地獄の女スナイパー ( イタリア)
  - 新ポリス・ストーリー ( イギリス領香港)
  - 眠らない街～新宿鮫～ ( 日本）
  - 虹の橋 ( 日本）
  - クレープ ( 日本）
  - スペインからの手紙 ベンポスタの子どもたち ( 日本）
  - 乳房 ( 日本）
  - 望郷 ( 日本）
- 16日
  - ウォーターダンス ( アメリカ合衆国)
  - ブラッド・イン ブラッド・アウト ( アメリカ合衆国)
  - 熱砂に抱かれて ( フランス)
- 23日
  - 妹の恋人 ( アメリカ合衆国)
  - 忘れられない人 ( アメリカ合衆国)
  - Dr.ギグルス ( アメリカ合衆国)
  - 黒豹のバラード ( アメリカ合衆国)
  - ブロンディー/女銀行強盗 ( アメリカ合衆国)
  - デスクルーズ/欲望の嵐 ( アメリカ合衆国)
  - ステッピング・レイザー～レッドX ( アメリカ合衆国)
  - そして人生はつづく ( イラン)
  - 友だちのうちはどこ? ( イラン)
  - 行楽猿 ( 日本）
  - 部屋 THE ROOM ( 日本）
- 30日
  - 硝子の塔（ アメリカ合衆国）
  - スリー・リバーズ( アメリカ合衆国)
  - レッドロック/裏切りの銃弾( アメリカ合衆国)
  - 阪妻 阪東妻三郎の生涯 ( 日本）
  - きこぱたとん ( 日本）
  - 裸足のピクニック ( 日本）

### 11月
- 5日
  - ドッペルゲンガー/憎悪の化身 ( アメリカ合衆国)
- 6日
  - ライジング・サン ( アメリカ合衆国)
  - 失踪 ( アメリカ合衆国)
  - フォートレス ( アメリカ合衆国)
  - ボーイズ・ライフ ( アメリカ合衆国)
  - アモス&アンドリュー ( アメリカ合衆国)
  - スターリングラード ( ドイツ/ アメリカ合衆国)
  - 高校教師（ 日本）
  - 月はどっちに出ている( 日本）
  - 学校 ( 日本）
- 13日
  - 聖者の眠る街 ( アメリカ合衆国)
  - ビジター/欲望の死角( アメリカ合衆国)
  - 僕たちの時間 ( イギリス)
  - 恋路 ( フランス)
  - グラン・マスクの男 ( フランス)
  - バルジョーでいこう! ( フランス)
  - 修羅場の人間学（ 日本）
  - ぼのぼの（ 日本・アニメ）
- 20日
  - ライフ with マイキー ( アメリカ合衆国)
  - みんな愛してる ( アメリカ合衆国)
  - 隣人 ( アメリカ合衆国)
  - 傷ついた男 ( フランス)
  - 香魂女-湖に生きる ( 中国)
  - 帰って来た木枯し紋次郎（ 日本）
  - 教祖誕生（ 日本）
  - 草の上の仕事（ 日本）
- 23日
  - 銀馬将軍は来なかった ( 韓国)
  - 神鳥聖剣 ( イギリス領香港)
- 25日
  - リビング・エンド（ アメリカ合衆国）
- 27日
  - 心の扉 ( アメリカ合衆国)
  - クリスマス・キャロル ( アメリカ合衆国)
  - 青島アパートの夏( 中国)
  - 小津と語る Talking With OZU（ 日本）

### 12月
- 4日
  - クリフハンガー（ アメリカ合衆国/ フランス）
  - さまよえる脳髄 （ 日本）
  - 四十不惑 ( 中国)
  - 無敵のハンディキャップ（ 日本）
- 5日
  - 劇場版美少女戦士セーラームーンR（ 日本・アニメ）
  - ツヨシしっかりしなさい（ 日本・アニメ）
  - メイクアップ!セーラー戦士（ 日本・アニメ）
- 6日
  - 鉄の大地、銅の空 ( トルコ/ ドイツ)
- 7日
  - 再見のあとで ( 中国)
- 10日
  - デザンシャンテ ( フランス)
- 11日
  - ウェディング・バンケット ( 台湾/ アメリカ合衆国)
  - 女と男の危機 ( フランス)
  - 神鳥伝説 ( イギリス領香港)
  - 戯夢人生（ 台湾）
  - Coo 遠い海から来たクー（ 日本）
  - 孔家の人々 ( 中国)
  - ゴジラvsメカゴジラ（ 日本）
  - パーフェクト・ワールド ( アメリカ合衆国)
  - ベイビー・オブ・マコン ( イギリス/ ドイツ/ フランス)
  - めぐり逢えたら ( アメリカ合衆国)
- 18日
  - 蒼い記憶　満蒙開拓と少年たち（ 日本）
  - イン・ザ・スープ ( アメリカ合衆国)
  - おかしなおかしな訪問者 ( フランス)
  - 顔のない天使 ( アメリカ合衆国)
  - 可愛いだけじゃダメかしら ( フランス)
  - 銀河英雄伝説 新たなる戦いの序曲（ 日本・アニメ）
  - 黒薔薇VS黒薔薇 ( イギリス領香港)
  - ヌードの夜（ 日本）
  - バラ色の選択 ( アメリカ合衆国)
  - フライト・オブ・ジ・イノセント ( イタリア/ フランス)
  - 北京好日 ( 中国/ イギリス領香港)
  - ベル・エポック ( スペイン/ ポルトガル/ フランス)
  - ロビン・フッド/キング・オブ・タイツ ( アメリカ合衆国)
- 21日
  - 運命の瞬間/そしてエイズは蔓延した（ アメリカ合衆国）
- 22日
  - ヤクザVSマフィア（ 日本/ アメリカ合衆国）
- 25日
  - アダムス・ファミリー2（ アメリカ合衆国）
  - 男はつらいよ 寅次郎の縁談（ 日本）
  - から騒ぎ( アメリカ合衆国/ イギリス)
  - 新ドイツ零年 ( フランス)
  - タンデム ( フランス)
  - 釣りバカ日誌6（ 日本）
  - 天と地( アメリカ合衆国)
  - リフ・ラフ ( イギリス)
- 26日
  - MOTHER 最後の少女イヴ（ 日本）
- 29日
  - ぷるぷる 天使的休日（ 日本）